# Otto Roloff
Karl Paul Otto Roloff (* 1. April 1886 in Ziesar; † 15. Juli 1941 in Weimar) war ein deutscher Politiker (DDP) und Verwaltungsbeamter.

## Leben
Als Sohn eines Kaufmanns geboren studierte Roloff nach dem Besuch des Realgymnasiums Meiningen Rechtswissenschaften in Marburg und Jena. Während seines Studiums wurde er 1904 Mitglied der Burschenschaft Alemannia Marburg. Nach seinen Examen 1908 und 1909 war er Gerichtsassessor beim Amtsgericht Altenburg und war dann bei der Staatsanwaltschaft tätig, dann ab 1914 Hilfsarbeiter beim Landratsamt in Roda. 1916 wurde er Assessor, später mit dem Titel Regierungsassessor Landrat beim Landratsamt Ronneburg und in Vertretung beim Landrat in Roda. 1919 wurde er für die DDP Mitglied des Landtages des Freistaates Sachsen-Altenburg. Später war er als Ministerialrat im Ministerium für Inneres und Wirtschaft in Weimar tätig, wo er Ministerialdirektor wurde. 1939 ging er in den Ruhestand.